# Olimpia-Lechia Gdańsk
El Olimpia-Lechia Gdańsk fue un equipo de fútbol de Polonia que jugó en la Ekstraklasa, la primera división nacional.

## Historia
Fue fundado el 1 de julio de 1995 en la ciudad de Gdansk luego de la fusión de los equipos Lechia Gdańsk y Olimpia Poznań, algo que no alegró a los aficionados del Lechia, aunque obtuvieron 10 puntos en sus primeros cuatro juegos, pero las cosas pasaron a mal cuando perdieron un partido por no presentación ante el GKS Katowice en la jornada cinco, iniciando un proceso de caída libre en la clasificación general al punto que estaba en los puestos de descenso antes del receso invernal. Al final de la temporada el club termina en el lugar 16, descendiendo de categoría por dos puntos.
Al finalizar la temporada los aficionados del Lechia pidieron que terminara la fusión, algo que terminó haciendo el Olimpia regresando al original Lechia Gdansk como equipo de la I Liga de Polonia.

## Uniformes
| Local Otoño 1995–96 | Visita Otoño 1995–96 | Tercero Otoño 1995–96 | Cuarto Otoño 1995–96 | Local Primavera 1995–96 | Visita Primavera 1995–96 |

## Entrenadores
| - Hubert Kostka (1995-96) | - Stanisław Stachura (1996) |